# Como una novia sin sexo
Como una novia sin sexo es una película argentina de 2016, ópera prima del director Lucas Santa Ana.

## Argumento
Corre el año 1996. Tres jovencitos pasan sus vacaciones en una playa; en su dinámica de los hombres cuando están en manada, subyace el fantasma de la homosexualidad siempre acechando a la masculinidad. Una chica sirve de catalizadora de toda esa tensión.

## Reparto
- Javier De Pietro
- Agustín Pardella
- Marcos Ribas
- Luana Pascual

## Premios y nominaciones

### Premios Cóndor de Plata
| Categoría                      | Persona          | Resultado |
| Actor revelación               | Agustín Pardella | Candidato |
| Mejor banda de sonido original | Coiffeur         | Candidato |